# Čierna Voda (powiat Galanta)
Čierna Voda (węg. Feketenyék) – wieś (obec) na Słowacji, w kraju trnawskim, w powiecie Galanta. Miejscowość położona jest na Nizinie Naddunajskiej.